# Sangrur
Sangrur – miasto w Indiach, w stanie Pendżab. W 2011 roku liczyło 88 043 mieszkańców.